# شرادها داس
شرادها داس هي ممثلة وعارضة هندية ولدت في 4 مارس 1987.

## وصلات خارجية
- شرادها داس على موقع IMDb (الإنجليزية)
- شرادها داس على موقع قاعدة بيانات الفيلم (الإنجليزية)